# Paul Paede
Paul Paede (* 31. Dezember 1868 in Berlin; † 4. Januar 1929 in München) war ein deutscher Maler.

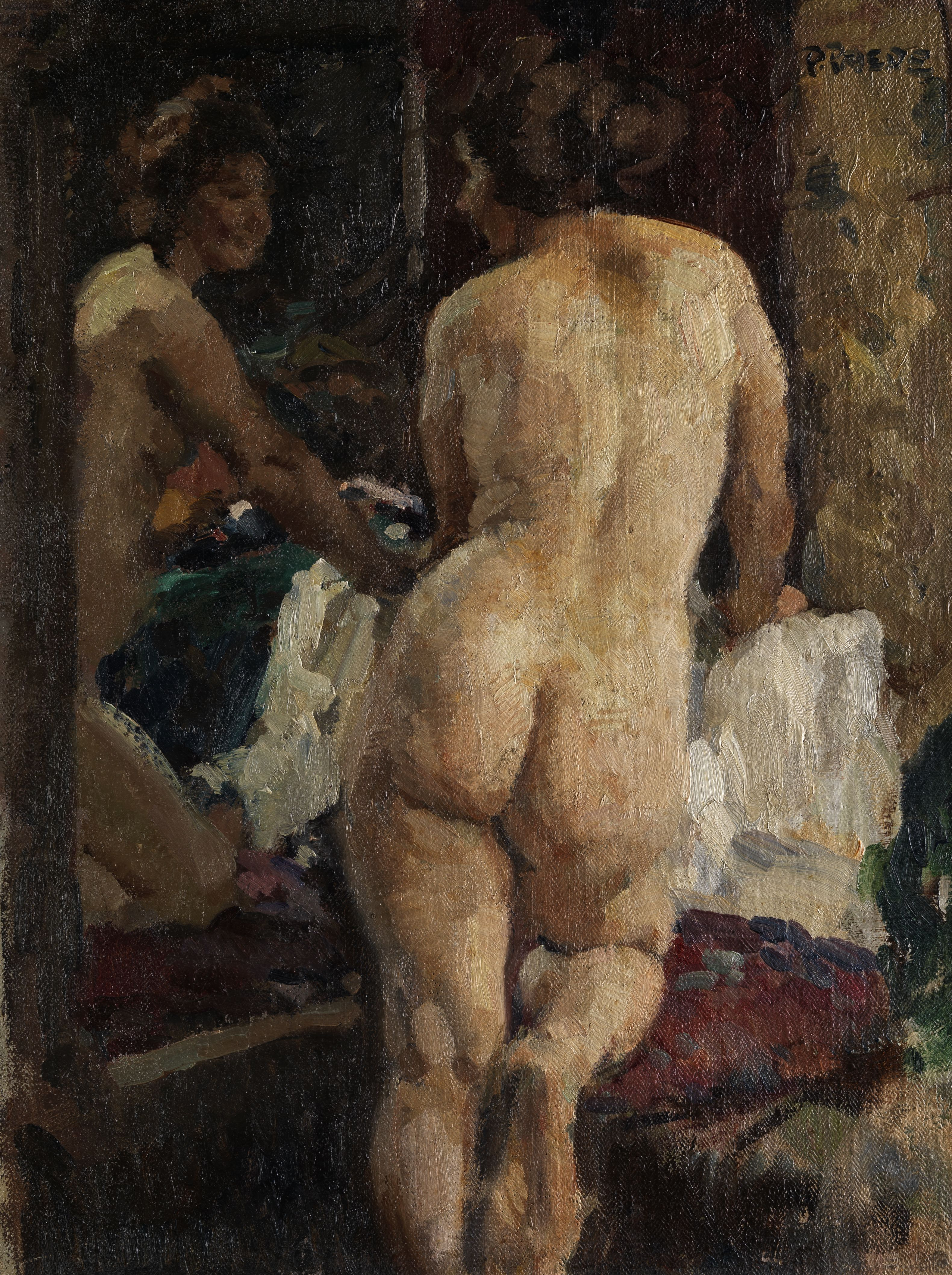
Frauenakt vor dem Spiegel

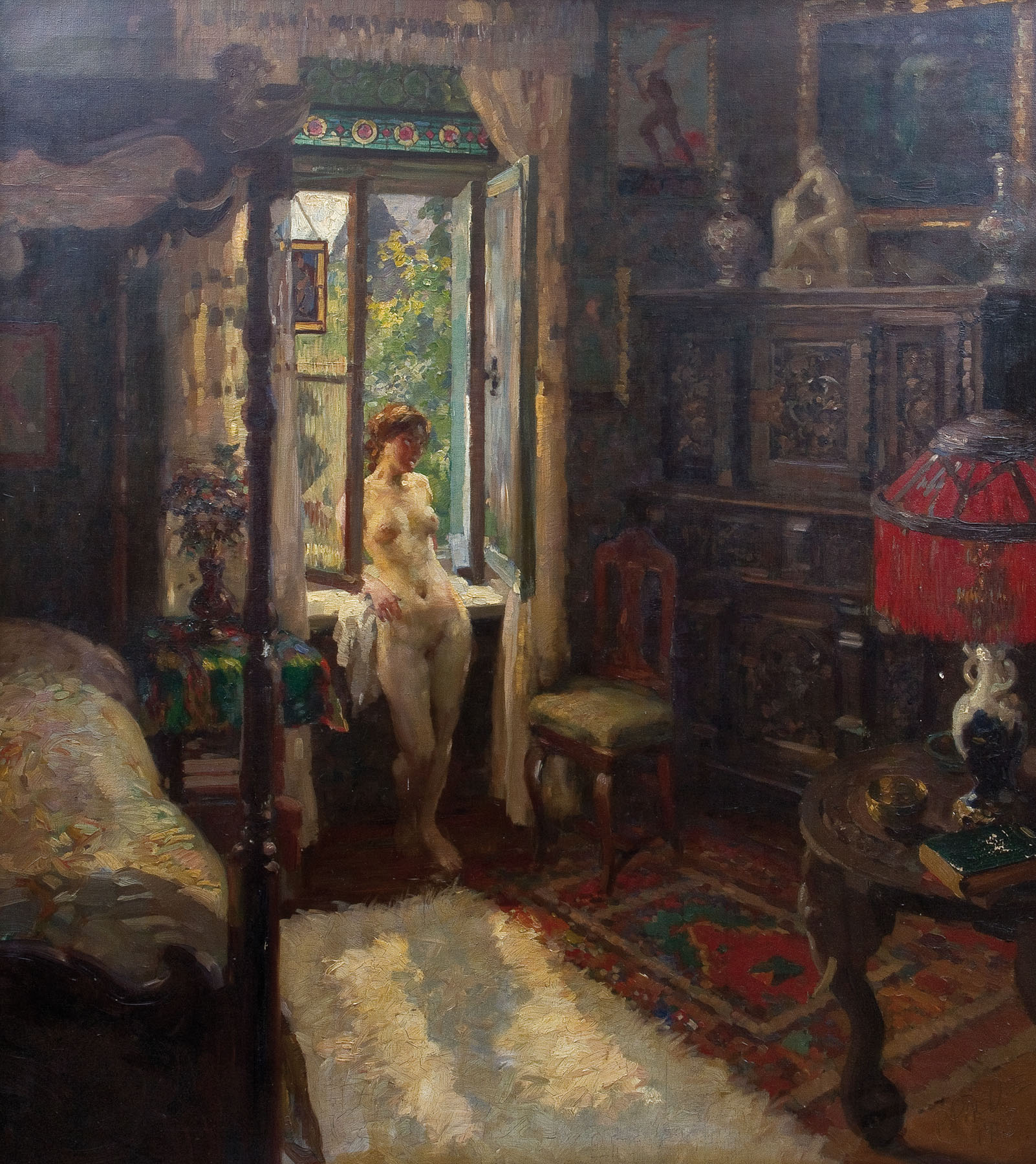
Frauenakt am Fenster 1913

## Leben
Paede, der eine Ausbildung zum Lithografen absolviert hatte, wurde 1898 Schüler von Ludwig von Löfftz an der Akademie der bildenden Künste in München. Dort wurde er nach dem 1. Semester mit einem Stipendium ausgezeichnet. Er war ab 1910 verheiratet und hatte zwei Söhne.
Häufiges Motiv Paedes waren Frauenakte, gelegentlich wird er als „Rubens des Impressionismus“ bezeichnet. Ein Teil seines Nachlasses liegt im Deutschen Kunstarchiv im Germanischen Nationalmuseum, Nürnberg.
Anlässlich einer großen Ausstellung 2022 im Münchner Künstlerhaus, die auf der Ausstellung im Studio Rose Schondorf basiert, schreibt der Kunsthistoriker Michael Lassmann über Paede, er "stellte ... seine Modelle als moderne, selbstbewusste Frauen vor, die sich ohne Scheu in ihrer Nacktheit präsentierten." Gleichzeitig betont er die Bedeutung Paedes für die Landschaftsmalerei. In ihrer Unmittelbarkeit seinen "seine intim aufgefassten Naturausschnitte fraglos weniger zeitgebunden als seine Akte." (Michael Lassmann in 'Kunst und Auktionen' 7/2022)